# Ha, ha, ha
Ha ha ha – limitowany album Heleny Vondráčkovej wydany w 2007 przez Universal w ekskluzywnym nakładzie 5 000 sztuk. 

## Spis utworów
1. "Ha ha ha"
2. "Archimede"
3. "Dem Traum ganz Nah"
4. "Wir Bleiben Nie Zu Hause Sitzen" / "Cha Cha Cha"
5. "Wunder Gescheh´n"
6. "Diese Nacht"
7. "Wer Weiß Wie"
8. "Vzdálený Hlas"